# Ткаченко Руслан Андрійович
Русла́н Андрі́йович Ткаче́нко (30 липня 1993 — 25 січня 2015) — старший матрос Збройних сил України. Учасник війни на сході України.

## Життєпис
Народився 30 липня 1993 року в місті Ніжин Чернігівської області. У 2009 році закінчив 9 класів загальноосвітньої школи №10 міста Ніжин, потім - Ніжинський професійно-аграрний ліцей та здобув професію «Слюсар з ремонту автомобілів, водій автотранспортних засобів, електрозварник».
З 21 травня 2012 року по 25 квітня 2013 року проходив строкову військову службу у 191-му навчальному центрі (військова частина А4591, місто Севастополь), 501-му окремому механізованому батальйоні (військова частина А0669, місто Керч Автономної Республіки Крим), а також на посаді старшого навідника протитанкової гармати 36-ї окремої бригади берегової оборони Військово-морських Сил Збройних Сил України (військова частина А2320, село Перевальне Сімферопольського району Автономної Республіки Крим).
Працював охоронцем у торговому центрі «Метроград» міста Києва.
Мобілізований 3 серпня 2014-го, старший навідник, 128-а окрема гірсько-піхотна бригада.
З 1 вересня 2014 року брав участь в антитерористичній операції на Сході України.
Загинув 25 січня 2015-го під час штурмових дій в районі села Новогригорівка Артемівського району. Виконуючи спецзавдання, рухався в автомобілі, підірвався на фугасі. Тоді ж загинули капітан Микола Жук та солдат Володимир Голота.
Без Руслана лишились батьки.
Похований в місті Ніжин.

## Нагороди та вшанування
- Указом Президента України № 282/2015 від 23 травня 2015 року, «за особисту мужність і високий професіоналізм, виявлені у захисті державного суверенітету та територіальної цілісності України, вірність військовій присязі», нагороджений орденом «За мужність» III ступеня (посмертно)[1].
- 8 травня 2015 року в місті Ніжин на фасаді будівлі загальноосвітньої школи №10 (вулиця Московська, 54), де навчався Руслан Ткаченко, йому відкрито меморіальну дошку.
- Вшановується в меморіальному комплексі «Зала пам'яті», в щоденному ранковому церемоніалі 25 січня[2][3].